# Tegminula cogitata
Tegminula cogitata är en mossdjursart som beskrevs av Jean-Loup d'Hondt och Schopf 1984. Tegminula cogitata ingår i släktet Tegminula och familjen Celleporidae. Inga underarter finns listade i Catalogue of Life.